# Big Brown Eyes
Big Brown Eyes és una pel·lícula estatunidenca de 1936, dirigida per Raoul Walsh.

## Argument[1]
Danny Barr (Cary Grant) és un oficial de policia que està investigant el robatori d'unes joies i l'assassinat d'un bebè. La seva xicota, Eva Fallon (Joan Bennett) treballa inicialment com a manicura, però aviat aconsegueix un treball com a reportera per ajudar a trobar els lladres de joies.

## Repartiment
- Cary Grant: Detectiu Sergent Danny Barr
- Joan Bennett: Eve Fallon
- Walter Pidgeon: Richard Morey
- Lloyd Nolan: Russ Cortig
- Alan Baxter: Cary Butler
- Marjorie Gateson: Sra. Chesley Cole
- Isabel Jewell: Bessie Blair
- Douglas Fowley: Benjamin 'Benny' Battle
- Henry Brandon: Don Butler
- Joe Sawyer: Jack Sully
- Dolores Casey: Caixera
- Doris Canfield: Myrtle
- Edwin Maxwell: Redactor
- Helen Brown: Bereaved Mother
- Sam Flint: Martin

## Crítica
"Big Brown Eyes," és un assaig elemental de melodrama que ensopega amb les seves pròpies seqüències i produeix, com a mínim, un dolor al coll. Admetent uns quants moments de suspens en què Cary Grant és amenaçat, el film és poc àgil per superar el seu guió matusser i amb poc inspirades actuacions.